# KISKA
KISKA, fondée en 1990 par Gerald Kiska, est une agence de design autrichienne située à Salzbourg. C'est actuellement l’une des plus sollicitées en Europe pour ses qualités multidisciplinaires. Ses activités incluent le design de transport et de produits, la communication et la stratégie marketing.
KISKA se focalise sur design et marque. Ses clients sont entre autres : Atomic, Audi, Adidas, Bajaj, Siemens, Hilti, Kettler, KTM, AKG Acoustics, Zeiss, Osram, Swarovski Optik.
La plupart des projets sont faits pour le marché de biens de consommation et pour l’industrie automobile.
L’entreprise utilise une approche de réflexion appelée « Integrated Design Development » (développement du design intégré), qui renforce les projets grâce à une stratégie de conceptualisation générale des marques et s’appuie sur des études de design stratégique afin de promouvoir les produits et l’image des marques.

## Histoire
L’entreprise a été fondée en 1990 et vingt ans plus tard elle est devenue la plus grande agence de conseil de design en Autriche. KISKA a un portefeuille international de clients et envisage de s’étendre et de créer des filiales dans le monde entier.
Principalement focalisée sur le design de produits, l’agence peut aussi fournir un ensemble de prestations complet et spécifique à une marque : démarche marketing, communication, service...
Sortie en 2007, la KTM X-Bow est la première voiture du fabricant de motos KTM. Ce concept a permis à l’agence de se faire connaître. En 2009, l’agence reçoit l’IF (forum international) Design Award pour le design de la X-Bow.

## Transportation Design
À partir de 1992, KISKA devient l’agence de design officielle de KTM, un des plus grands fabricants de motos en Europe. La KTM X-Bow, projet phare de KTM, est une voiture de course qui peut être conduite en milieu urbain avec le permis voiture.
Le département transport est constitué d’une équipe multinationale d’environ 20 personnes travaillant côte à côte sur différents projets (2-Wheel Branch Consulting, Conceptioning, Model services, Engineering, Colour, Trim & Graphics et Power Wear).